# Callistethus rufomicans
Callistethus rufomicans är en skalbaggsart som beskrevs av Ohaus 1897. Callistethus rufomicans ingår i släktet Callistethus och familjen Rutelidae. Inga underarter finns listade.